# Nowosiółki Dydyńskie
Nowosiółki Dydyńskie – wieś w Polsce, położona w województwie podkarpackim, w powiecie przemyskim, w gminie Fredropol.

## Integralne części wsi
| SIMC    | Nazwa  | Rodzaj    |
| ------- | ------ | --------- |
| 0602532 | Dębnik | część wsi |

## Historia
Wykopaliska świadczą, że w VIII–XII w. istniał tu gród słowiański.
Miejscowość zapisana w dokumentach w 1438 r. Nowosiółki Dydyńskie przed 1688 r. wchodziły w skład parafii rzymskokatolickiej w Rybotyczach, w latach 1721–1743 w Niżankowicach, a następnie – do czasów współczesnych – Kalwarii Pacławskiej. Majątek posiadali franciszkanie, potem Wiktoria z Rupniewskich Podoska, następnie wieś nabył Piotr Krukowiecki, potem Jan i Julianna Dydyńscy, od których w 1834 dobra te nabył Florian Dunajewski, w 1837 greckokatolicki biskup Jan Śnigórski. Do 1939 istniała gmina Nowosiółki Dydyńskie.
W II Rzeczypospolitej wieś położona powiecie dobromilskim województwa lwowskiego. W 1944 nacjonaliści ukraińscy z OUN-UPA zamordowali poza wsią 10 Polaków, tutejszych mieszkańców, a w 1945 r. spalili wszystkie gospodarstwa.
W latach 1954–1968 wieś była siedzibą gromady Nowosiółki Dydyńskie, po jej zniesieniu w gromadzie Rybotycze. W latach 1975−1998 miejscowość administracyjnie należała do województwa przemyskiego.

## Atrakcje
- Stare budynki konstrukcji przysłupowej
- Ślady zameczku Fredrów
- Na wzgórzu nad wsią ślady wczesnośredniowiecznego grodziska (VIII–XII w.) z trzema pierścieniami wałów, w najwyższej części kapliczka św. Marii Magdaleny.
- We wsi znajdowała się drewniana cerkiew greckokatolicka pod wezwaniem Pokrowy, zbudowana w 1740, którą w czasie II wojny światowej zniszczyła burza.

## Demografia
- 1785 – 95 grekokatolików, 80 rzymskich katolików, 24 żydów
- 1840 – 87 grekokatolików
- 1859 – 69 grekokatolików
- 1879 – 74 grekokatolików
- 1899 – 108 grekokatolików
- 1926 – 147 grekokatolików
- 1938 – 91 grekokatolików